# 함평신광중학교
함평신광중학교(咸平新光中學校)는 대한민국 전라남도 함평군 신광면 월암리에 있는 공립 중학교이다.

## 학교 연혁
- 1971년 1월 16일 : 함평신광중학교 설립 (9학급 인가)
- 1971년 3월 9일 : 개교
- 2025년 1월 3일 : 제51회 졸업생 2명 배출(졸업생 총 4,299명)
- 2025년 3월 1일 : 제21대 백현 교장 부임

## 참고 자료
- 함평신광중학교 - 한국교육학술정보원 학교알리미